# Pompka rowerowa
Pompka rowerowa – urządzenie służące to wtłoczenia powietrza atmosferycznego do dętki rowerowej do pożądanego ciśnienia do jazdy rowerem. Działa na tej samej zasadzie co pompka samochodowa, jest jednak znacznie mniejsza i ma inną konstrukcję. Pompki rowerowe posiadają ponadto węższy otwór na wentyl, pasujący do wentyli rowerowych. Niektóre pompki rowerowe posiadają uniwersalny otwór na wentyl, tj. można za ich pomocą napompować dętki zarówno z zaworem Dunlopa, zaworem Presta jak i zaworem Schradera.
Opony rowerowe mają określone dopuszczalne ciśnienie powietrza toteż, aby ułatwić pompowanie, produkowane są pompki rowerowe z manometrem. Przy braku owego ciśnienie trzeba badać uciskiem dłoni lub wejściem na rower. Różnice w napompowaniu mogą wpływać na amortyzację nierówności na trasie.

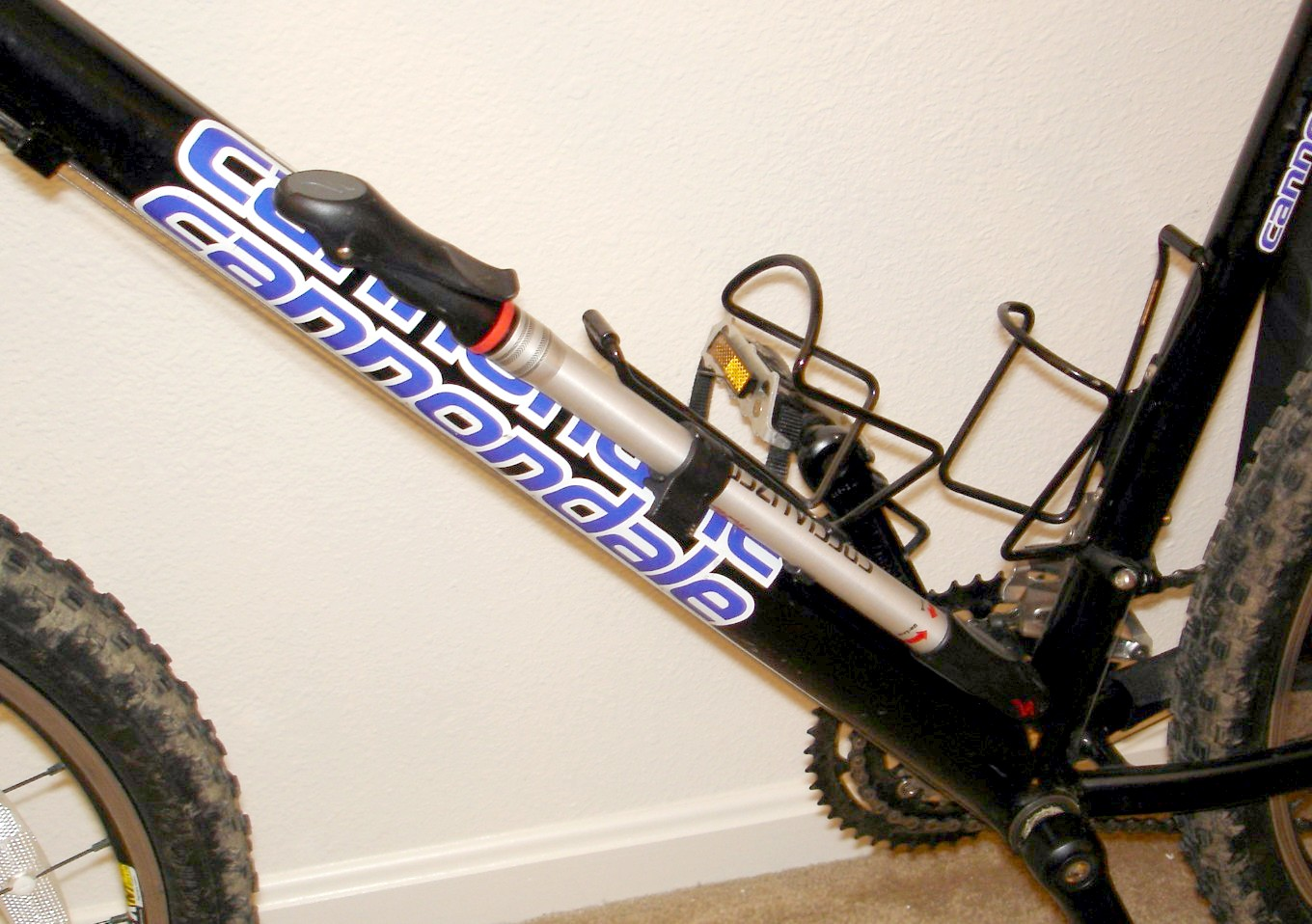
Pompka mocowana na ramie
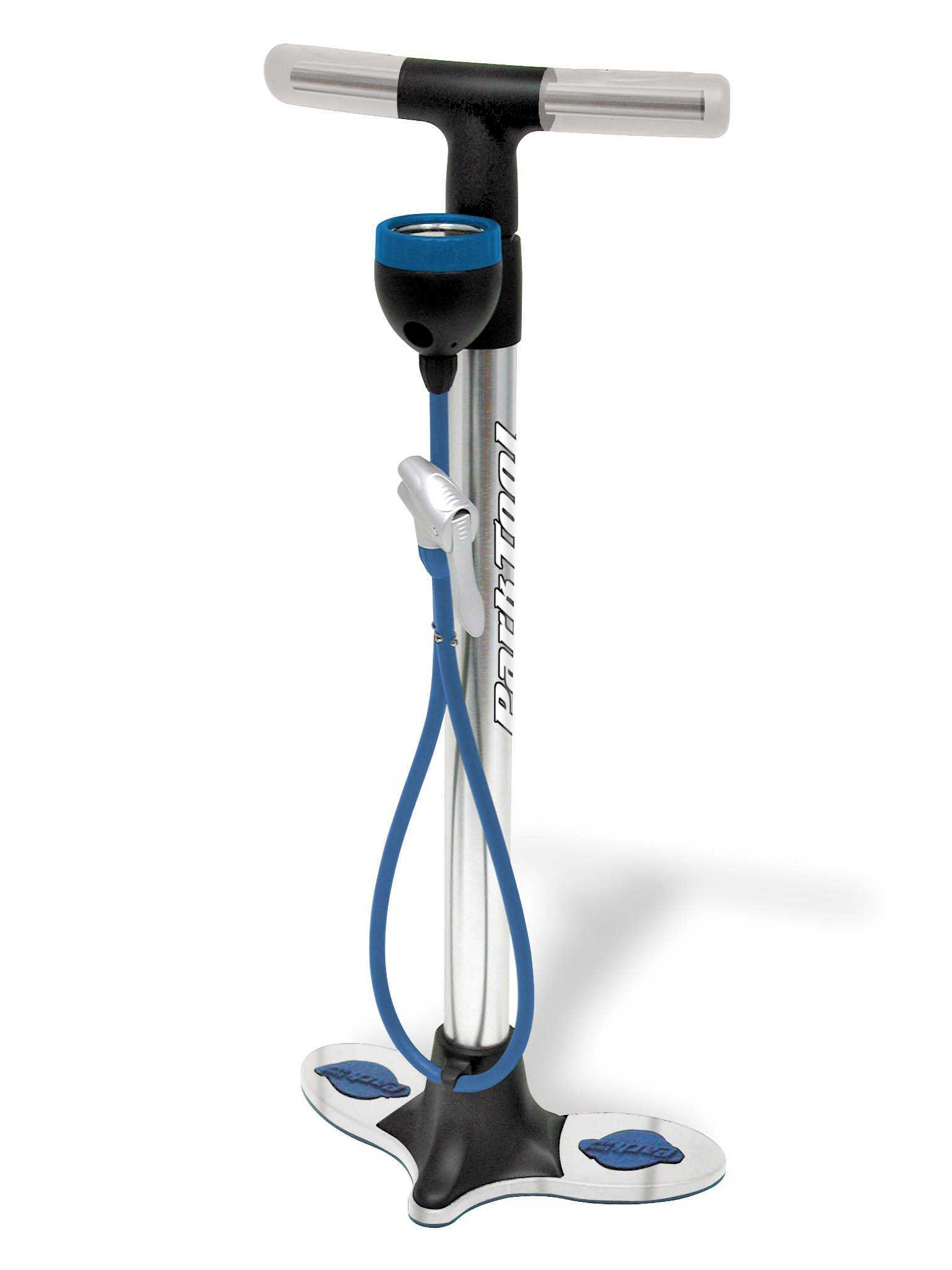
Pompka stacjonarna ręczna
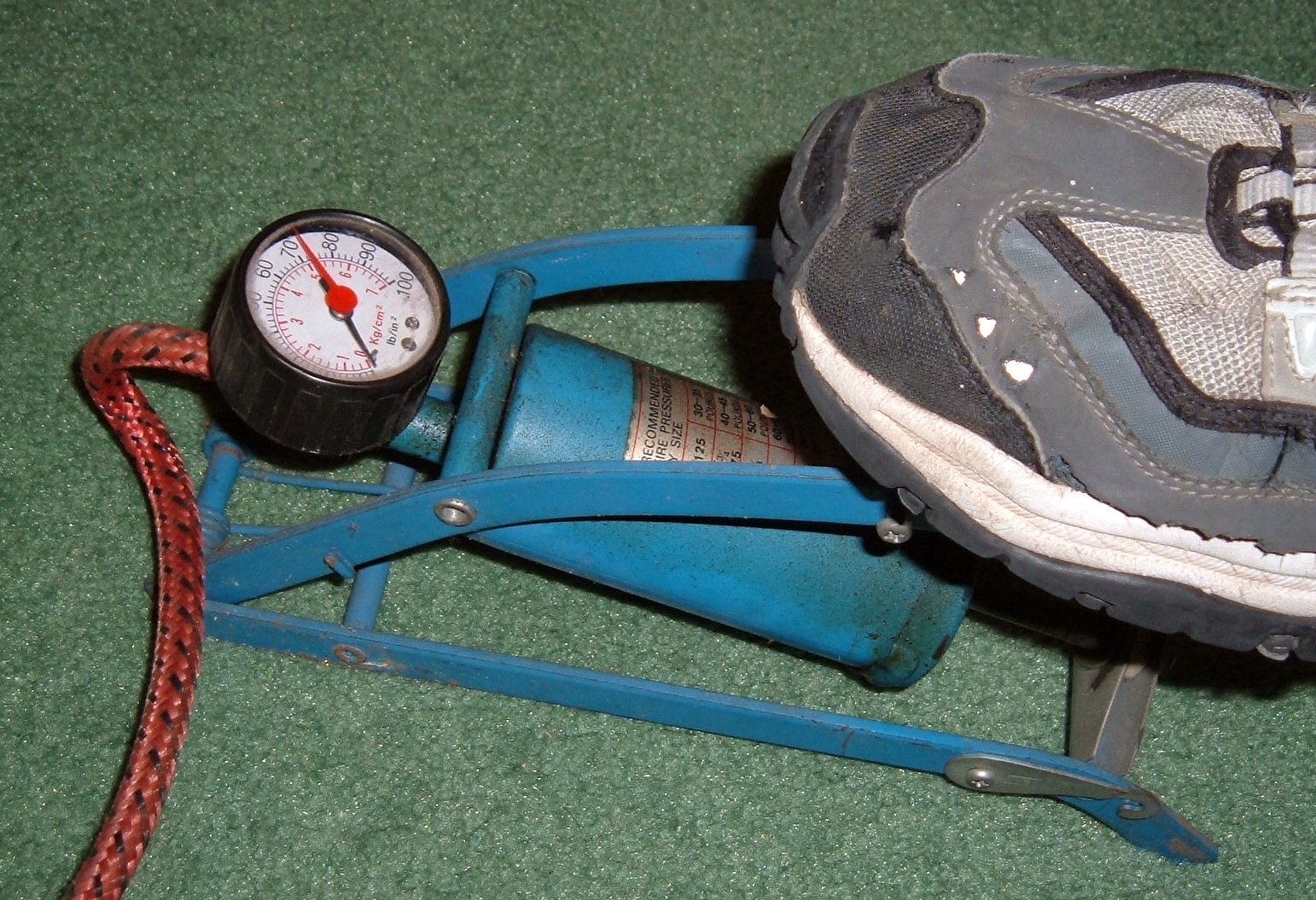
Pompka rowerowa nożna
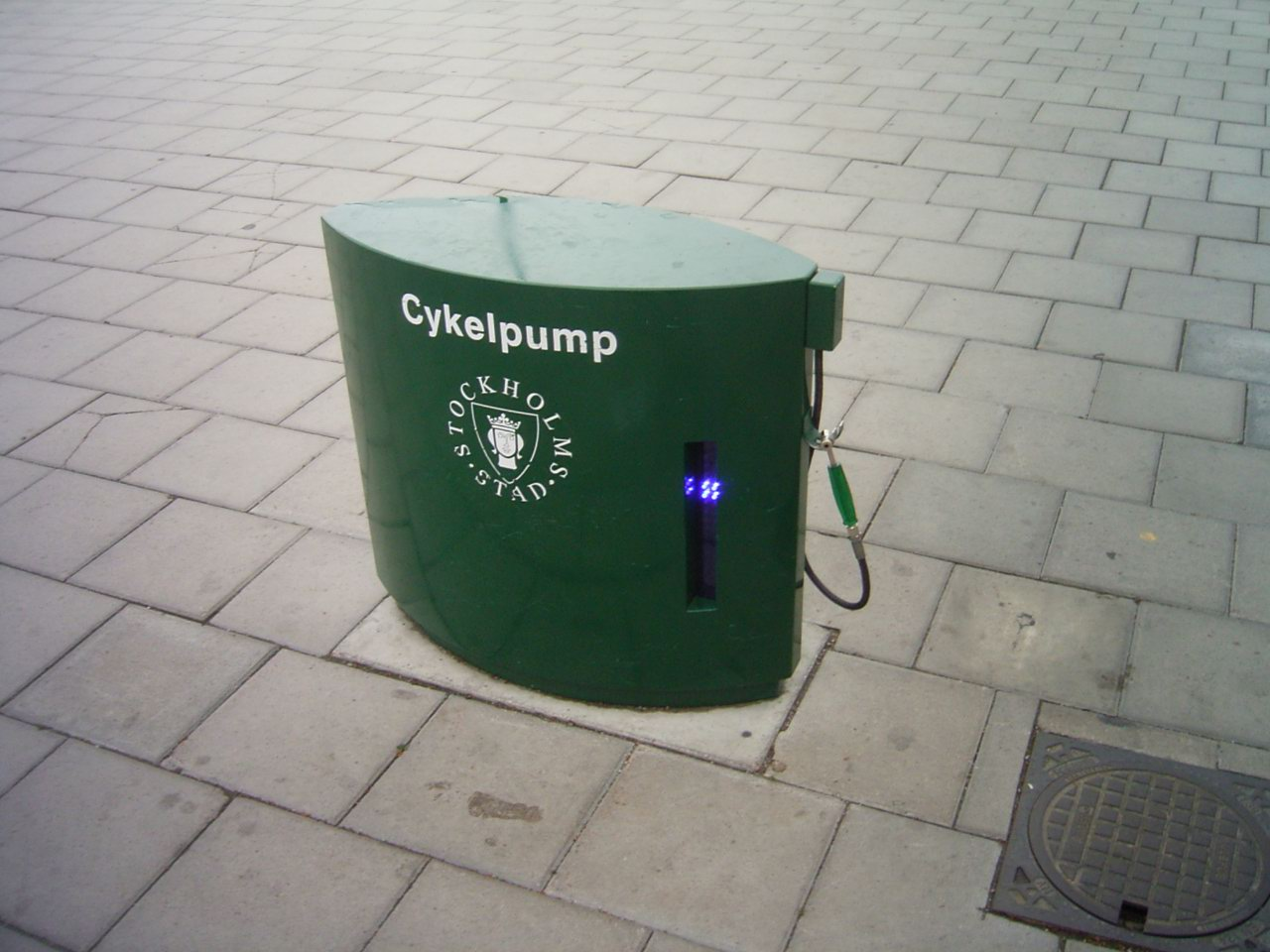
Kompresor dla rowerzystów w Sztokholmie